# تكاط
تكاط هي جماعة قروية مغربية تقع بين جماعة حد الدرى و تالمست إقليم الصويرة وتبعد عن مدينة الصويرة 50 كلم. الجماعة تنتمي لإقليم الصويرة فهي تالث أكبر إقليم بالصويرة نسبة لعدد سكان و مساحته الإجمالية وتضم 11.479 نسمة حسب (إحصاء 2004).